# Tremella mesenterica
Tremella mesenterica Schaeff., Fungorum qui in Bavaria et Palatinatu circa Ratisbonam nascuntur 4: tab. 168 (1774) è un fungo basidiomicete. In inglese è conosciuta con il nome comune di Yellow Witches' Butter (Burro giallo delle streghe).

## Descrizione della specie

### Carpoforo

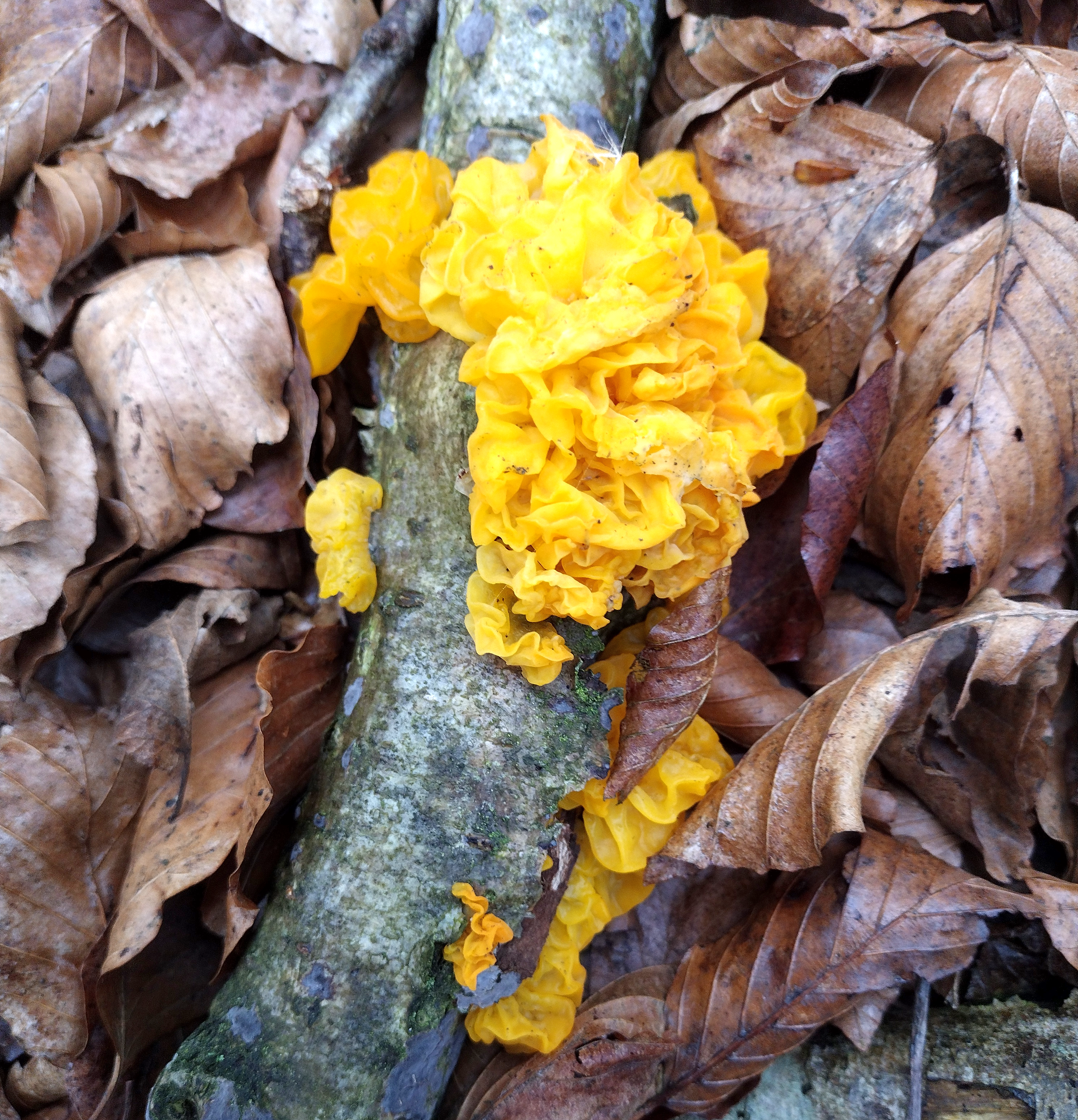
Fruttificazione a fine inverno (Prealpi Liguri)

Circa 5 cm, di forma variabile che va da orecchiette allineate fino ad ammassi cerebriformi, di colore giallo.

### Carne
Di consistenza gelatinosa.

## Microscopia
Sporebianche in massa, sferiche, 10-15,5 x 7-12 µm;
Basidicon 4 sterigmati, settati longitudinalmente, 20-31 x 16-22 µm

## Habitat
Fruttifica tutto l'anno su rami morti di latifoglia.

## Commestibilità
Senza valore alimentare.

## Specie simili
- Tremella lutescens
- Tremella foliacea

## Nomi comuni
- (CS)  Rosolovka mozkovitá
- (EN)  Yellow Brain Fungus, Golden Jelly Fungus, Witch's Butter
- (FR)  Trémelle mésentérique
- (HE)  קרישית זהובה
- (JA)  コガネニカワタケ
- (LT)  Raukšlinis žiūrytis
- (NL)  Gele trilzwam
- (PL)  Trzęsak pomarańczowy

## Sinonimi e binomi obsoleti
- Hormomyces aurantiacus Bonord., Handb. Allgem. mykol. (Stuttgart): 150 (1851)
- Tremella mesenterica ß lutescens (Pers.) Pers., Mycol. eur. (Erlanga) 1: 100 (1822)